# Gregory P. Winter
Sir Gregory Paul Winter (n. 14 aprilie 1951, Leicester, Anglia, Regatul Unit) este un biochimist britanic, laureat al Premiului Nobel pentru Chimie 2018.